# Бригада армейской авиации 1-й бронетанковой дивизии
Бригада армейской авиации 1-й бронетанковой дивизии (англ. Combat Aviation Brigade, 1st Armored Division) — тактическое соединение Армейской авиации США. Находится в составе 1-й бронетанковой дивизии Армии США. Дислоцируется на военной базе Форт-Блисс, возле Эль-Пасо, штат Техас.
Сокращённое наименование в английском языке — 1AD CAB.

## История

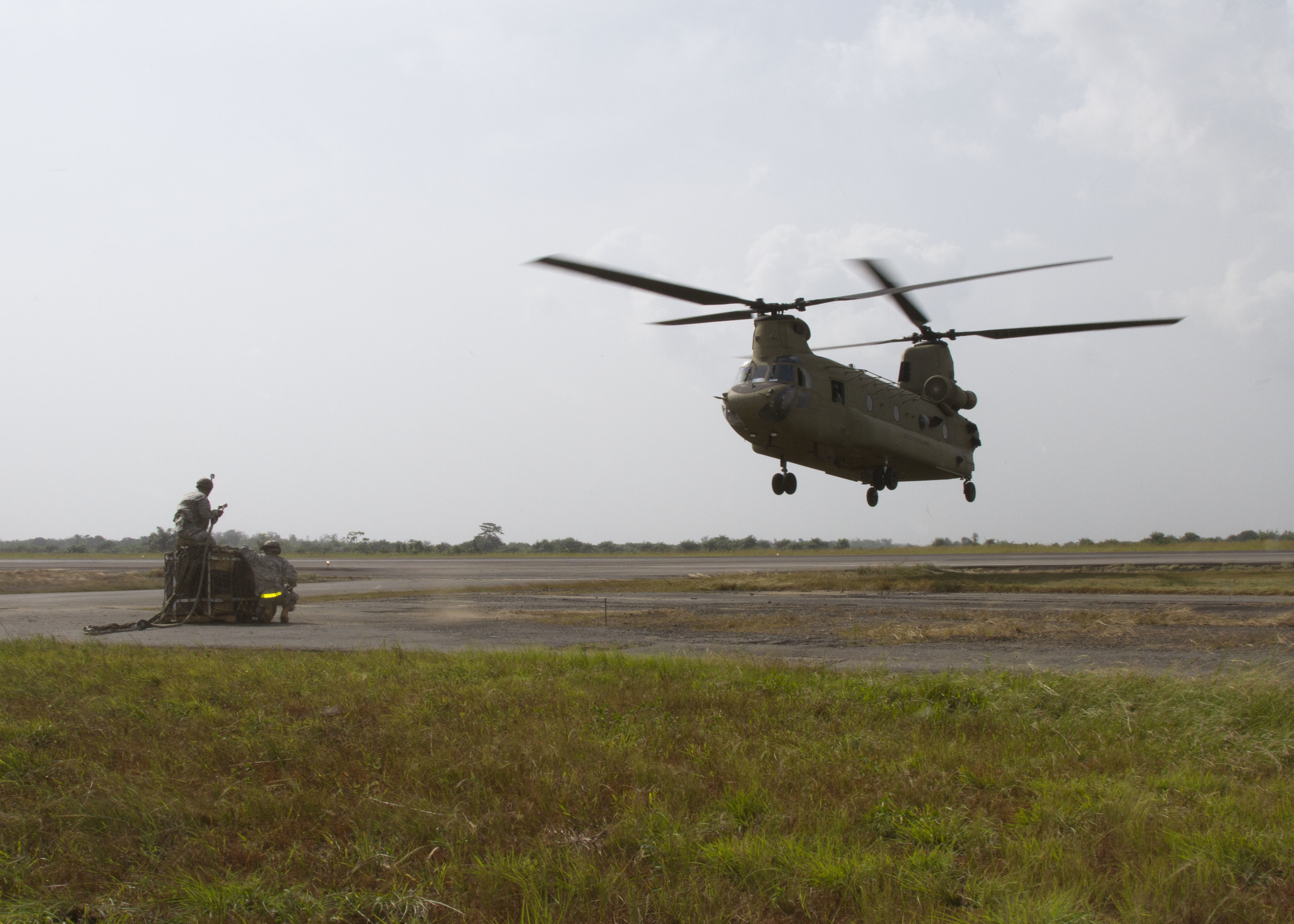
Boeing CH-47 Chinook Бригады армейской авиации 1-й бронетанковой дивизии во время Операция «Объединенная помощь», Международный аэропорт имени Робертса, 2014 год

Бригада армейской авиации 1-й бронетанковой дивизии «Железные орлы» была впервые сформирована 16 апреля 1986 года в Ансбахе, Германия. Три с половиной года спустя «Железные орлы» были переброшены в Юго-Западную Азию для поддержки операций «Щит пустыни» и «Буря в пустыне». После передислокации в сентябре 1991 года подразделение передислоцировалось в Эрлензе, Германия.
В декабре 1995 года «Железные орлы» были направлены на операцию «Совместные усилия» в Боснию и Герцеговину в составе многонациональных сил по установлению мира. С июня 2000 по июнь 2001 года бригада вновь оказывала поддержку миротворческим усилиям на Балканах, развернув две оперативные группы. С апреля 2003 года по июль 2004 года бригада армейской авиации была направлена в Ирак для поддержки операции «Иракская свобода», где сыграла важную роль в обеспечении безопасности и стабилизации Ирака и его народа. Затем, 7 июля 2006 года, подразделение сняло свои знамёна и было инактивировано (расформировано).
20 сентября 2011 года наступил исторический момент для боевой авиационной бригады. После пятилетней разлуки с 1-й бронетанковой дивизией «Железные орлы» из боевой авиационной бригады дивизии и «Железные солдаты» из 1-й бронетанковой дивизии воссоединились во время церемонии активации бригады в Форт-Блисс, штат Техас. С прибытием этой последней бригады 1-я бронетанковая дивизия завершила крупнейшую в армии передислокацию и закрытие базы, а бригада АА начала интеграцию более 1200 семей в общины Форт-Блисс и Эль-Пасо. После передислокации бригады АА в Форт-Блисс «Железные орлы» приняли участие в многочисленных учениях, включая общевойсковые учения под названием Iron Focus, три учения по сетевой интеграции и трехмесячные кульминационные учения, в ходе которых вся бригада одновременно была направлена в пять различных точек на юге США.
В декабре 2012 года, спустя всего 15 месяцев после активации и передислокации, БрАА самостоятельно развернула 4-501 штурмовой разведывательный батальон для участия в операции «Спартанский щит». Затем в феврале 2013 года БрАА направила оперативную группу 1-501 ARB, 3-501 AHB, а также подразделения 2-501 GSAB и 127-го ASB в Афганистан для поддержки операции «Несокрушимая свобода».
В январе 2019 года БрАА в качестве оперативной группы TF Iron Eagle («Железный орёл») была направлена в Афганистан для поддержки операции «Страж свободы». Будучи крупнейшей оперативной группой в составе CJOA-A, TF Iron Eagle налетала 58 000 боевых часов, проводя воздушную разведку, атаку и операции по подъему в поддержку партнеров по операции «Решительная поддержка» и афганских сил. В результате развертывания было проведено около 1200 преднамеренных и поспешных операций, переброшено более 93 000 человек и внесены многочисленные улучшения в операции по поддержанию жизнедеятельности, что создало условия для продолжения авиационных операций в CJOA-A (Combined Joint Operations Area-Afghanistan).